# Résolution 1654 de l'Assemblée générale des Nations unies
La résolution 1654 (XVI) de l'Assemblée générale des Nations unies du 27 novembre 1961, intitulée La situation en ce qui concerne l'application de la Declaration sur l'octroi de l'indépendance aux pays et aux peuples coloniaux, est une résolution de l'Assemblée générale des Nations unies lors de sa seizième session. Elle a réaffirmé la Déclaration sur l’octroi de l’indépendance aux pays et aux peuples coloniaux de la résolution 1514 (XV) du 14 décembre 1960, et a demandé aux États intéressés de s'y conformer dans les meilleurs délais.
La résolution a également créé un Comité spécial sur la décolonisation (aussi appelé « Comité des Vingt-Quatre ») pour surveiller et évaluer la mise en œuvre de la Déclaration et de formuler des recommandations à l'Assemblée générale. Elle demande aux autorités, aux intéressés et aux différents organes de l'Organisation des Nations unies, dont le Conseil de tutelle, de coopérer avec le Comité et au secrétaire général de lui fournir les moyens nécessaires pour l'exercice de ses missions.